# 独龙木荷
独龙木荷（学名：Schima dulungensis）为山茶科木荷属下的一个种。

## 扩展阅读
- 維基物種上的相關：独龙木荷